# Allopauropus hylekoites
Allopauropus hylekoites är en mångfotingart som beskrevs av Ulf Scheller 1999. Allopauropus hylekoites ingår i släktet småfåfotingar, och familjen fåfotingar. Inga underarter finns listade i Catalogue of Life.